# Cantone di Gorges de l'Allier-Gévaudan
Il Cantone di Gorges de l'Allier-Gévaudan è una divisione amministrativa dell'Arrondissement di Brioude.
È stato costituito a seguito della riforma approvata con decreto del 17 febbraio 2014, che ha avuto attuazione dopo le elezioni dipartimentali del 2015.
Dal 1º gennaio 2016 i 28 comuni originari si sono ridotti a 26 per effetto di due fusioni: Esplantas e Vazeilles-près-Saugues si sono uniti a formare il nuovo comune di Esplantas-Vazeilles mentre Croisances si è fuso con Thoras.

## Composizione
Comprende i seguenti 26 comuni:
- Auvers
- La Besseyre-Saint-Mary
- Chanaleilles
- Chanteuges
- Charraix
- Chazelles
- Cubelles
- Desges
- Esplantas-Vazeilles
- Grèzes
- Langeac
- Monistrol-d'Allier
- Pébrac
- Pinols
- Prades
- Saint-Arcons-d'Allier
- Saint-Bérain
- Saint-Christophe-d'Allier
- Saint-Julien-des-Chazes
- Saint-Préjet-d'Allier
- Saint-Vénérand
- Saugues
- Siaugues-Sainte-Marie
- Tailhac
- Thoras
- Venteuges